# Brug 446
Brug 446 is een viaduct in Amsterdam-Zuid, het wordt ook wel aangeduid als 'tunnel'.
Het kunstwerk ligt in de President Kennedylaan en overspant een voet- en fietspad dat in het verlengde ligt van de Kuinderstraat. Het voert naar het westelijk deel van het Martin Luther Kingpark.
Door de bouw van de Utrechtsebrug over de Amstel werd het terrein ten noorden daarvan flink opgehoogd. Dit was noodzakelijk omdat de Utrechtsebrug hoog boven het water moest komen te liggen vanwege de scheepvaart, de brug is namelijk niet beweegbaar.
Door die hoogte kreeg de brug een talud dat al begint vlak nadat de bebouwing aan de Rijnstraat (een van de toevoerwegen naar de brug) ophoudt. De aanleg van dit talud zorgde er wel voor dat verkeer uit de Kuinderstraat niet rechtstreeks op of van de Rivierenlaan (sinds 1964 President Kennedylaan) kon komen. Bovendien werd ingeschat dat het kruispunt Rijnstraat, Amsteldijk, de Utrechtseweg en de President Kennedylaan een van de drukste kruispunten binnen Amsterdam zou worden, terug te vinden in de breedte van genoemde wegen.
In dezelfde periode als de bouw van de brug werden het De Mirandabad en een aantal scholen aangelegd ten zuiden van de Rivierenlaan. Om te voorkomen dat voetgangers en fietsers de drukke wegen over zouden moeten kwam er een viaduct / tunnel.
In de zomer van 1954 werd begonnen met de bouwwerkzaamheden onmiddellijk ten westen van de keerlus van tram 25 aan de Rivierenlaan (de latere President Kennedylaan). In de zomer van 1955 was het kunstwerk voltooid. Het ontwerp is afkomstig van de tekentafels van de Dienst der Publieke Werken met achter de tekentafel architect Dick Slebos.
Op 28 mei 1955 opende de wethouder Publieke Werken Goos van 't Hull het viaduct / de tunnel. Het was een voorbode van meer scheiding van snel en langzaam verkeer in de stad. De tunnel is 37 meter lang en 10 meter breed. Het bouwwerk heeft een aantal specifieke kenmerken. De wanden van de tunnel staan enigszins hangend naar buiten; het dek wordt gedragen door vijftien ranke palen; de symmetrie werd destijds vergeleken met de vorm van een vlinder. In de oostwand van de tunnel is een trapgang gespaard die leidde naar de halte van de tram.
De betegelde tunnel is weliswaar uitgegraven uit het talud, er kon niet voorkomen worden dat het vloeroppervlak van de tunnel het laagst is van de omgeving; een eigen bemalingsysteem moest voorkomen dat ze regelmatig onder water kwam te staan. Wat voorts een nieuwigheid was omdat de tunnel zo diep lag, is dat deze constant verlicht werd om een te groot verschil tussen dwaallicht in de tunnel en de buitenlucht te verkleinen. De tunnel is later (rond 2000) grondig gerenoveerd. Het kunstwerk gaf toegang tot een schuilkelder, maar deze is later onzichtbaar gemaakt.
In 2004 werd er het kunstwerk Vlucht van een kaketoe van Jeroen Werner naar Eadweard Muybridge geplaatst.

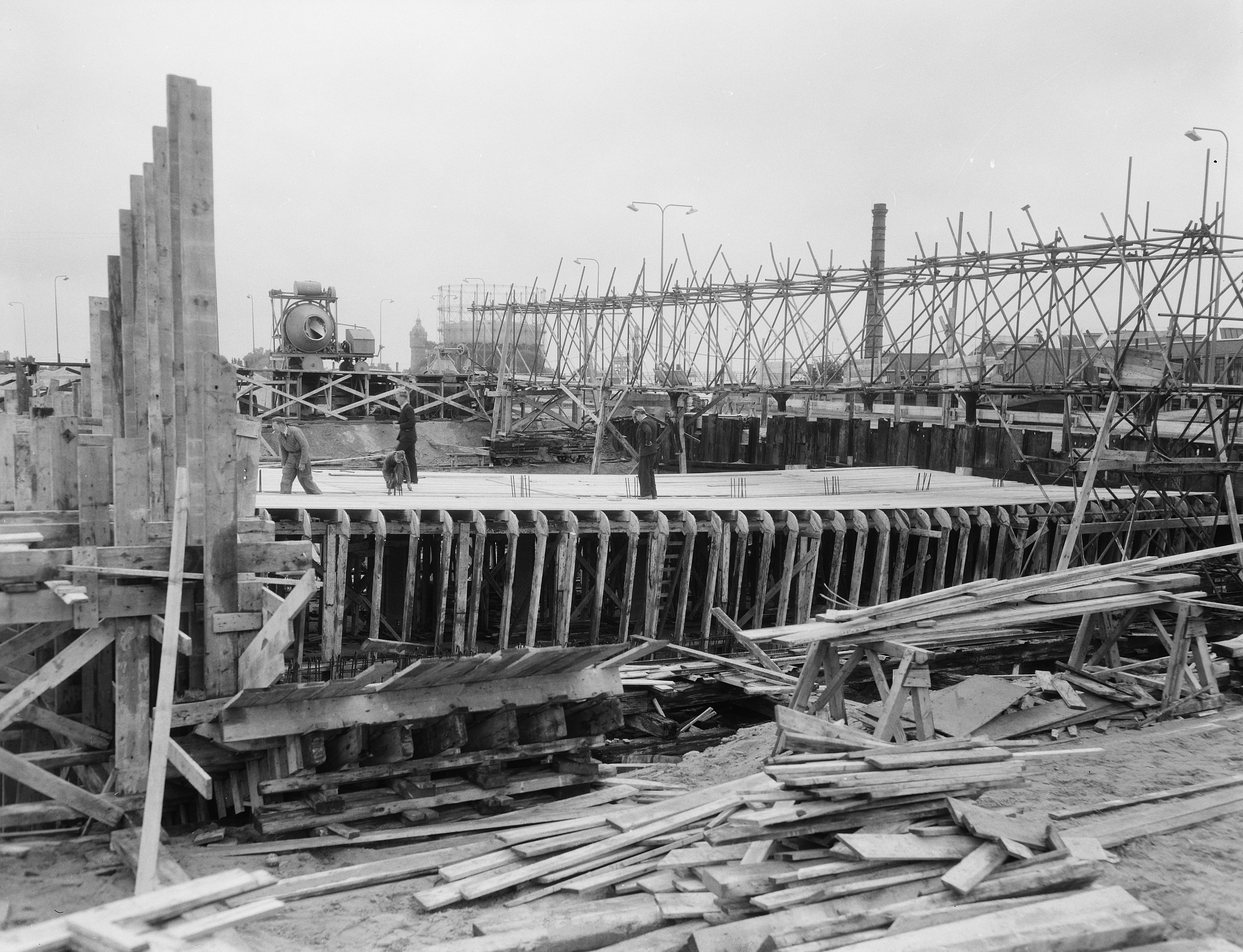
Brug 446 in aanbouw (november 1954).
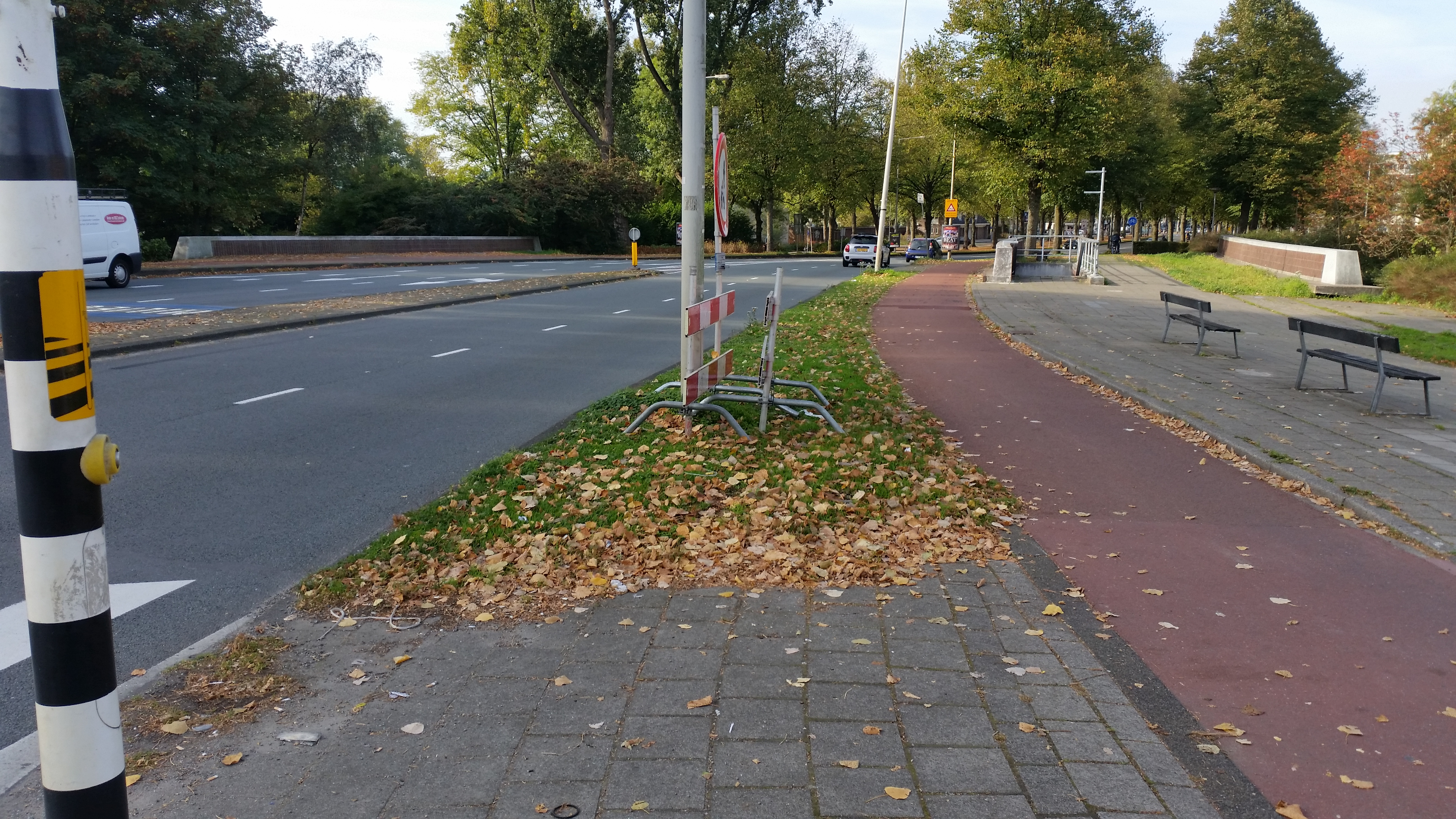
Brug 446 overzicht (oktober 2018).

<<< · 400 · 401 · 402 · 403 · 404 · 405 · 406 · 407 · 408 · 409 · 410 · 411 · 413 · 414 · 415 · 416 · 417 · 418 · 419 · 420 · 421 · 422 · 423 · 424 · 425 · 427 · 429 · 430 · 431 · 432 · 433 · 434 · 435 · 436 · 437 · 438 · 439 · 440 · 441 · 442 · 443 · 444 · 445 · 446 · 447 · 448 · 449 · 450 · 451 · 452 · 453 · 454 · 455 · 456 · 457 · 458 · 459 · 460 · 461 · 462 · 463 · 464 · 465 · 466 · 469 · 470 · 471 · 472 · 473 · 474 · 475 · 476 · 478 · 479 · 480 · 482 · 483 · 485 · 486 · 487 · 488 · 489 · 490 · 491 · 492 · 493 · 494 · 495 · 496 · 497 · 499 · >>>
Brugnummers 412, 426, 428, 467, 468, 477, 481, 484 en 498 zijn niet (meer) vergeven.